# Gartenhaus Norderwall

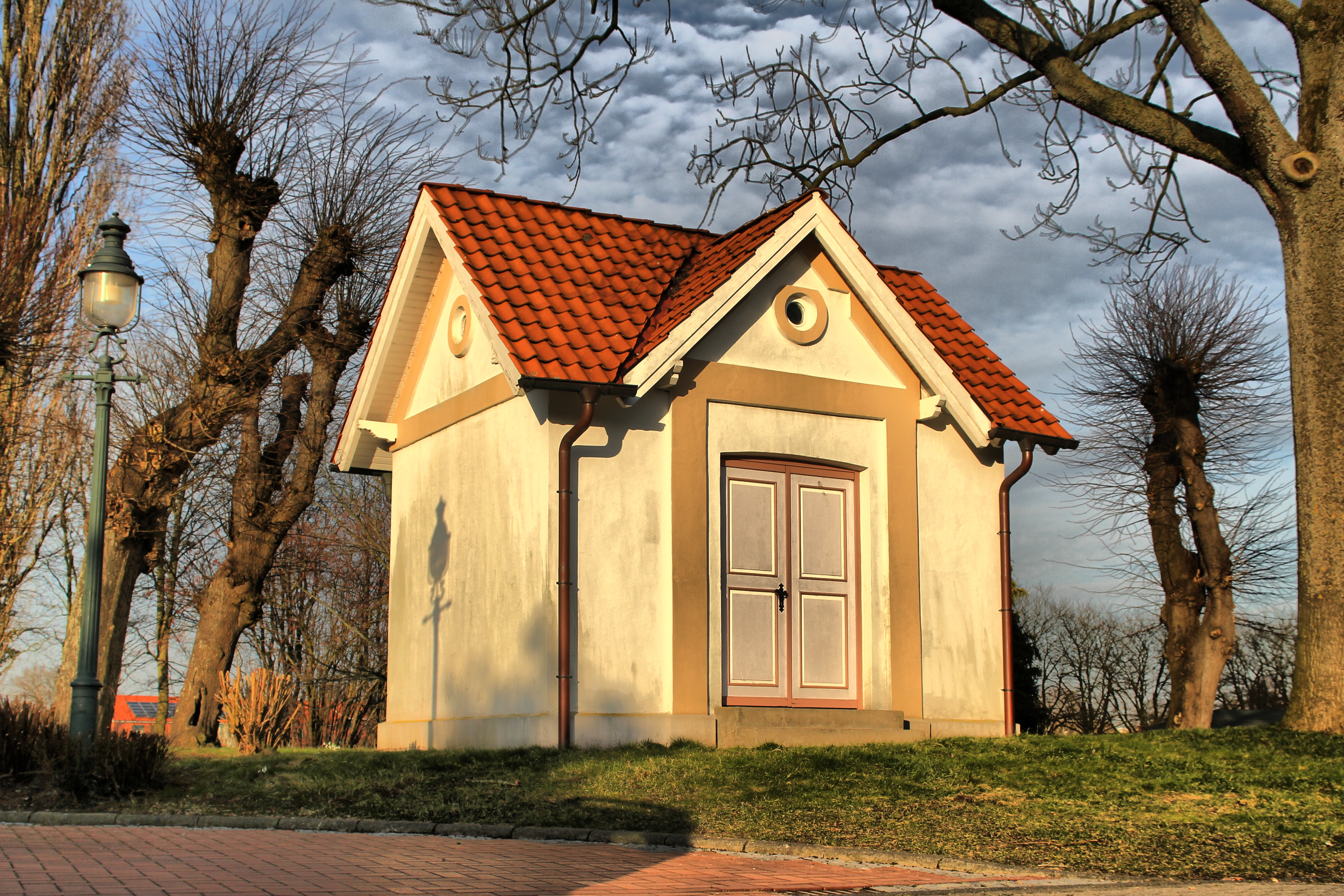
West- und Südfassade (2015)

Das Gartenhaus Norderwall bei der Marktstraße 29 in der niedersächsischen Samtgemeinde Land Hadeln, Gemeinde Otterndorf im Landkreis Cuxhaven, stammt aus der zweiten Hälfte des frühen 20. Jahrhunderts. Aktuell (2024) wird es als Nebengebäude genutzt.
Das Gebäude steht unter Denkmalschutz (siehe auch Liste der Baudenkmale in Otterndorf).

## Geschichte und Beschreibung
Otterndorf war der Hauptort des Landes Hadeln. 1400 erhielt er von Herzog Erich von Sachsen-Lauenburg das Stadtrecht. Die Stadt war umgeben von einem Wall und einem Graben. Der Norderwall als Verteidigungsanlage wurde 1615/16 am nördlichen Rand der Ottendorfer Altstadt angelegt. Mitte des 18. Jahrhunderts ist der als Verteidigungsanlage schon lange funktionslos gewordene und 400 Meter lange Nordwall genauso wie der Süderwall als Promenade mit Alleen angelegt worden. Im 19. Jahrhundert wurde der begleitende Graben am Süderwall zugeschüttet. Die ehemals großen Gärten auf den den Stadtkern flankierenden Wällen besaßen ursprünglich zahlreiche Gartenhäuser, von denen dieses auf dem Norderwall und eines auf dem Süderwall erhalten blieb.
Das eingeschossige verputzte Gebäude mit ziegelgedecktem Satteldach und einem Dachhaus mit Satteldach wurde Anfang des 20. Jahrhunderts gebaut.
Das Landesdenkmalamt befand u. a.: „… geschichtliche und städtebauliche Gründen wegen des orts- und siedlungs-, bau- und kunstgeschichtlichen, gebäudetypischen und anlagenbildprägenden Zeugniswerts …“
Der Norderwall mit Lindenallee und Graben steht auch unter Denkmalschutz.